# Robert Philson
Robert Philson (* 1759 im County Tyrone, Irland; † 25. Juli 1831 in Berlin, Pennsylvania) war ein US-amerikanischer Politiker. Zwischen 1819 und 1821 vertrat er den Bundesstaat Pennsylvania im US-Repräsentantenhaus.

## Werdegang
Robert Philson erhielt nur eine eingeschränkte Schulausbildung. Im Jahr 1785 kam er aus seiner irischen Heimat nach Berlin in Pennsylvania, wo er in der Landwirtschaft arbeitete. 1794 nahm er an der Whiskey-Rebellion teil. Er wurde verhaftet und angeklagt, aber dann freigesprochen. In Berlin bekleidete er verschiedene lokale Ämter. 20 Jahre lang war er beisitzender Richter im dortigen Somerset County. Philson war auch Mitglied der Staatsmiliz, in der er im Jahr 1800 zum Brigadegeneral befördert wurde. Als solcher nahm er auch am Britisch-Amerikanischen Krieg von 1812 teil. Politisch wurde er Mitglied der Ende der 1790er Jahre von Thomas Jefferson gegründeten Demokratisch-Republikanischen Partei.
Bei den Kongresswahlen des Jahres 1818 wurde Philson im achten Wahlbezirk von Pennsylvania in das US-Repräsentantenhaus in Washington, D.C. gewählt, wo er am 4. März 1819 die Nachfolge von Alexander Ogle antrat. Bis zum 3. März 1821 konnte er eine Legislaturperiode im Kongress absolvieren. Nach seiner Zeit im US-Repräsentantenhaus zog sich Robert Philson in den Ruhestand zurück. Er starb am 25. Juli 1831 in seinem Heimatort Berlin.